# Processi di Treblinka
I due processi di Treblinka riguardanti il personale del campo di sterminio di Treblinka iniziarono nel 1964. Tenuti a Düsseldorf, nella Germania occidentale, furono i due processi giudiziari in una serie di processi simili per crimini di guerra tenuti durante i primi anni '60, come il processo Eichmann tenuto a Gerusalemme (1961) e i processi di Francoforte Auschwitz (1963-1965), a seguito dei quali il pubblico si rese conto della portata dei crimini che circa due decenni prima erano stati perpetrati nella Polonia occupata dai nazisti e dai loro volenterosi carnefici. Negli anni successivi, altri processi separati hanno riguardato il personale dei campi di sterminio di Bełżec (1963–65), Sobibor (1966) e Majdanek (1975–81).

## Processo Hirtreiter
Nel 1946, Josef Hirtreiter fu arrestato nel corso delle indagini alleate sull'uccisione di persone disabili nel Hadamar Euthanasia Centre. Sebbene non si sia concentrato su Treblinka fin dall'inizio, e non sia utile ai successivi processi di Treblinka, il processo a Hirtreiter è visto da alcuni storici come parte di questi. Non è possibile dimostrare che Hirtreiter sia stato coinvolto in modo criminale ad Hadamar; tuttavia, confessò di aver lavorato in un campo vicino al villaggio polacco di Małkinia, dove gli ebrei venivano uccisi in una camera a gas. Ulteriori indagini hanno mostrato che Hirtreiter era stato di stanza nel campo di sterminio di Treblinka, dove ha supervisionato la svestizione delle vittime prima della loro gasazione. È stato accusato di partecipazione all'omicidio di massa degli ebrei, in particolare dell'uccisione di più di 10 persone, compresi i bambini. Il 3 marzo 1951 Hirtreiter fu condannato all'ergastolo, e poi rilasciato nel 1971.

## Primo processo di Treblinka
I crimini commessi nel territorio del Governatorato Generale della Polonia occupata furono indagati dall'Agenzia centrale dal luglio 1959, da Dietrich Zeug specialista tedesco nel perseguire i nazisti, presente anche al processo Eichmann. La sua inchiesta portò al primo arresto del vice comandante di Treblinka il 2 dicembre 1959. Zeug ricevette testimonianze di sopravvissuti da Yad Vashem che gli permisero di esaminare gli archivi nazionali tedeschi per ulteriori indizi. Fu il primo a stabilire la catena di comando per l'Operazione Reinhard.
Il primo processo di Treblinka iniziò il 12 ottobre 1964 e riguardò undici membri del personale del campo delle SS, ovvero circa un quarto del numero totale delle SS impiegate nello sterminio degli ebrei portati a Treblinka a bordo dei treni dell'Olocausto. Furono chiamati più di 100 testimoni, con prove incriminanti presentate da Franciszek Ząbecki, uno spedizioniere impiegato della Deutsche Reichsbahn durante le partenze dei treni dell'Olocausto da tutta la Polonia occupata, e comprovate dalle lettere di vettura tedesche originali raccolte da lui stesso.
Le sentenze furono pronunciate il 3 settembre 1965:
| Imputato          | Fotografia | Grado               | Mansione                                                                | Sentenza                 | Pena                                                                                     |
| ----------------- | ---------- | ------------------- | ----------------------------------------------------------------------- | ------------------------ | ---------------------------------------------------------------------------------------- |
| Kurt Franz        |            | Untersturmführer    | Vice comandante                                                         | Ergastolo                | Ha scontato 28 anni, rilasciato, ha vissuto altri 5 anni                                 |
| Otto Richard Horn |            | SS-Unterscharführer | Totenlager-Corpse detail                                                | Assolto                  |                                                                                          |
| Erwin Lambert     |            | SS-Unterscharführer | Costruttore delle grandi camere a gas                                   | 4 anni di prigione       | Pena scontata. Morto nel 1976                                                            |
| Heinrich Matthes  |            | SS-Scharführer      | Capo del Totenlager                                                     | Ergastolo                |                                                                                          |
| Willi Mentz       |            | SS-Unterscharführer | Lazarett ("Infermeria", che in realtà significava sparare alle vittime) | Ergastolo                | Rilasciato nel 1978 e morto 3 mesi dopo                                                  |
| August Miete      |            | SS-Unterscharführer | Lazarett - "Angelo della morte"                                         | Ergastolo                | Probabilmente rilasciato a metà degli anni '80                                           |
| Gustav Münzberger |            | SS-Unterscharführer | Totenlager - Camere a gas                                               | 12 anni di prigione      | Ha scontato 6 anni, rilasciato per buona condotta, ha vissuto altri 6 anni               |
| Albert Rum        |            | SS-Unterscharführer | Totenlager - Camere a gas                                               | 3 anni di prigione       |                                                                                          |
| Otto Stadie       |            | SS-Stabsscharführer | Amministrazione del campo                                               | 6 anni di prigione       | Rilasciato a causa delle cattive condizioni di salute, è vissuto circa un altro decennio |
| Franz Suchomel    |            | SS-Unterscharführer | Oro e oggetti di valore                                                 | 7 anni di prigione       | Ha scontato 4 anni, rilasciato, è vissuto altri 10 anni                                  |
| Kurt Küttner      |            | SS-Oberscharführer  | Campo inferiore di Treblinka II                                         | Morto prima del processo |                                                                                          |

## Secondo processo di Treblinka
Il secondo processo di Treblinka, noto anche come processo Stangl, si tenne dal 13 maggio al 22 dicembre 1970, cinque anni dopo il primo processo di gruppo per crimini di guerra. In questo processo fu accusato il comandante del campo Franz Stangl, espulso tre anni prima dal Brasile. Stangl aveva precedentemente assistito all'uccisione di portatori di handicap durante l'operazione T4 (il programma di eutanasia dei nazionalsocialisti) e, prima di trasferirsi a Treblinka, era stato il comandante di Sobibor. Sotto la sua supervisione, ha avuto luogo la maggior parte degli omicidi di Treblinka. Fu condannato all'ergastolo e morì in carcere il 28 giugno 1971, durante la causa d'appello.